# 빅토리아 잭슨
빅토리아 잭슨(Victoria Lynn Jackson, 1959년 8월 2일 ~ )는 미국의 배우, 텔레비전 배우, 영화배우, 성우, 희극 배우, 각본가, 가수, 자서전 작가이다.
마이애미에서 태어났다.

## 출연 작품
- 심술 고양이 가필드

- 헤븐 바운드 (2017년)
- 더 매치브레이커 (2016년)
- 삭커 맘 (2008년)
- 세터데이 나잇 라이브 인 더 '90s: 팝 컬처 네이션 (2007년) - 본인 역
- 미드나잇 클리어 (2006년)
- 준벅 (2005년)
- 셧 업 앤 키스 미! (2004년)
- 산타와 스노우맨 3D: 세기의 대결 (2002년)
- 새터데이 나이트 라이브: 더 베스트 오브 마이크 마이어스 (1998년) - 베어리어스 캐릭터스 역
- 브레이브 리틀 토스터 투 더 레스큐 (1997년)
- 웨딩 벨 블루스 (1996년)
- 밤쉘 (1996년)
- 바람둥이 길들이기 (1990년)
- UHF 전쟁 (1989년)
- 드림 걸 (1989, Dream a Little Dream)
- 패밀리 비지니스 (1989년)
- 비밀의 목소리 (1988년)
- 첫경험 (1988년) - 멜리사 역
- 환상의 발라드 (1987년)
- 베이비 붐 (1987년)
- 새터데이 나잇 라이브 (1975년)